# Даршайд
Даршайд (нем. Darscheid) — община в Германии, в земле Рейнланд-Пфальц. 
Входит в состав района Вульканайфель. Подчиняется управлению Даун.  Население составляет 844 человека (на 31 декабря 2010 года). Занимает площадь 5,80 км².